# Warman
Warman es una ciudad canadiense situada en la provincia de Saskatchewan.

## Superficie
Warman tiene una superficie de 13,1 km².

## Demografía
En 2021, tenía 12 419 habitantes, una densidad poblacional de 948,3 hab./km², y 4313 viviendas.